# تاریکی‌هراسی

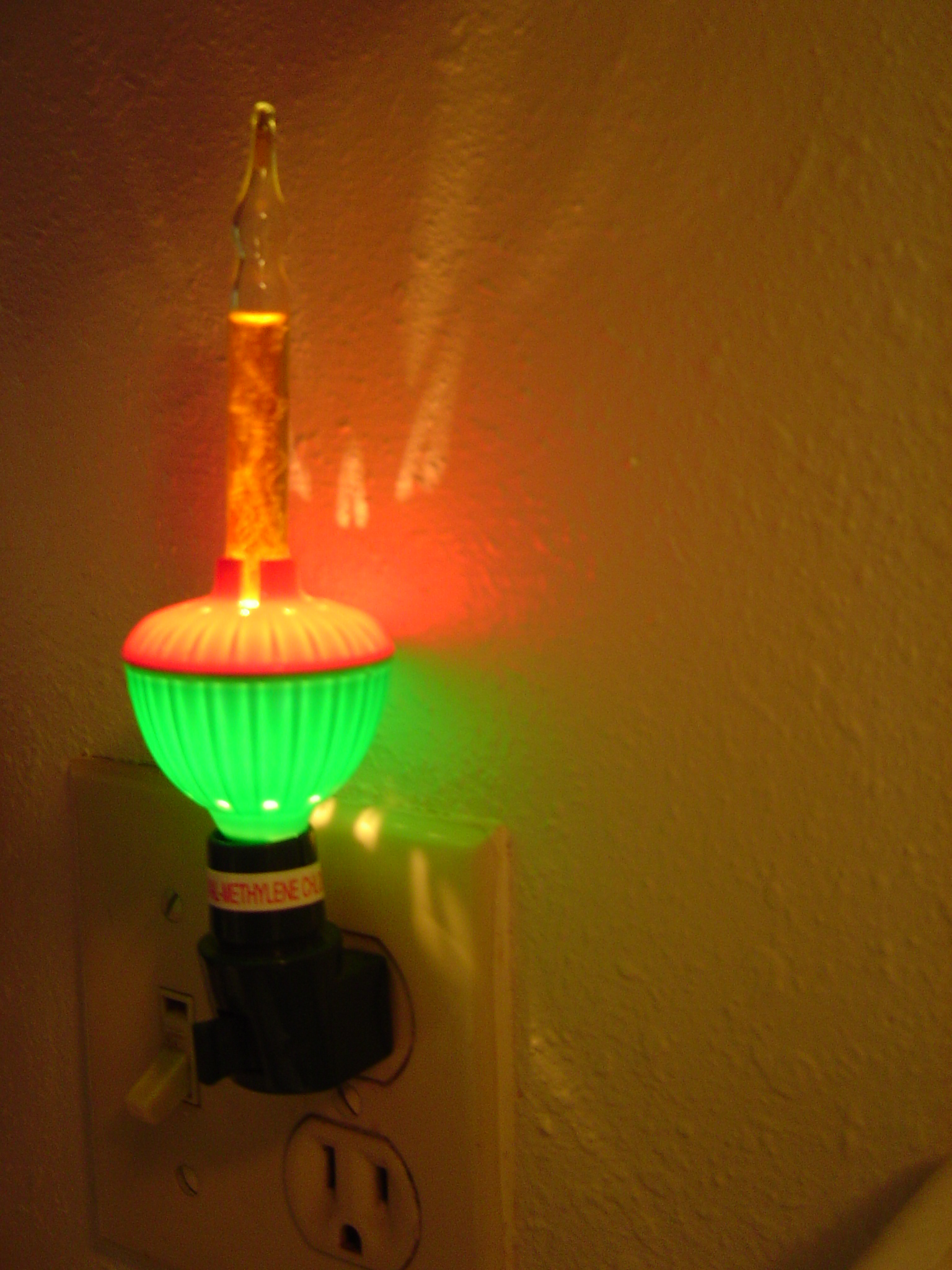
نور، ممکن است برای مقابله با ترس از تاریکی استفاده شوند.

تاریکی‌هراسی یک ترس یا هراس مرسوم در میان کودکان و در درجات گوناگون، بزرگسالان است. تاریکی‌هراسی همیشه با خودِ تاریکی ارتباط ندارد. ممکن است خطرات احتمالی یا متصورانهٔ مخفی در تاریکی، دلیل ترس باشند. برخی از درجات تاریکی‌هراسی، به‌ویژه به‌عنوان مرحله‌ای از رشد کودک، طبیعی است. اغلب ناظران گزارش می‌دهند که ترس از تاریکی به‌ندرت تا پیش از ۲ سالگی ظهور می‌کند. وقتی تاریکی‌هراسی به درجه‌ای می‌رسد که به‌خاطر میزان شدت، آسیب‌شناسی تلقی می‌شود، گاهی اوقات اسکوتوفوبیا (به انگلیسی: scotophobia) یا لیگوفوبیا (به انگلیسی: lygophobia) نامیده می‌شود.
برخی پژوهشگران و در ابتدا زیگموند فروید، تاریکی‌هراسی را به‌عنوان تجلی اختلال اضطراب جدایی در نظر می‌گیرند.
یک نظریهٔ جایگزین در دههٔ ۱۹۶۰، زمانی که دانشمندان آزمایش‌هایی را جهت جستجوی مولکول‌های مسئول حافظه انجام دادند، مطرح شد. در یک آزمایش، موش‌های صحرایی که به‌طور معمول از جانوران شب‌زی هستند، مشروط به ترس از تاریکی شدند و ظاهراً ماده‌ای به نام «اسکوتوفوبین» از مغز موش‌ها استخراج شد. این ماده، ادعا شد که مسئول به‌خاطر سپردن این ترس است. این یافته‌ها متعاقباً از بین رفتند.